# کالینز پارک (دلاویر)
کالینز پارک (به انگلیسی: Collins Park) یک منطقهٔ مسکونی در ایالات متحده آمریکا است که در شهرستان نیوکاسل، دلاویر واقع شده‌است.